# Дуб «Король»
Дуб «Коро́ль» — плюсове (елітне) дерево, ботанічна пам'ятка природи місцевого значення в Україні. Зростає поблизу села Новосілки Тернопільського району Тернопільської області, у кв. 33, вид. 3, Скалатського лісництва, в межах лісового урочища «Малинник».
Площа 0,03 га. Перебуває у віданні державного лісогосподарського об'єднання «Тернопільліс». Оголошений об'єктом природно-заповідного фонду рішенням виконкому Тернопільської обласної ради від 17 листопада 1969 № 747 з назвою «Дуб С. А. Ковпака». Перейменований на "Дуб «Король» рішенням № 2009 року п'ятого скликання 52 сесії Тернопільської обласної ради від 15 жовтня 2015 року.

## Характеристика
Під охороною — плюсове дерево дуба черещатого Iа бонітету віком 80 років, діаметром 100 см і заввишки 35 м. Цінне у науково-пізнавальному та господарському значеннях. Характерне високою якістю стовбура та інтенсивністю росту (за вис. на 10 % і за діам. на 30 % перевищує показники насаджень). Служить базою для заготівлі живців і насіння.